# Michael J. Tyler
Michael J. Tyler (Surbiton, Surrey, 1937. március 27. – Adelaide, 2020. március 26.), „a békaember”, ausztrál herpetológus és akadémikus, aki főként az Adelaide-i Egyetemen végzett, békákkal kapcsolatos kutatásairól ismert. Zoológiai szakmunkákban nevének rövidítése: „Tyler”.

## Pályafutása
Tyler Nagy-Britanniában született, és már korán érdeklődést mutatott a herpetológia iránt. Önkéntesként dolgozott a British Museumban, ahol azt a tanácsot kapta, hogy menjen Ausztráliába és Pápua Új-Guineába, ha úttörő kutatásokat akar végezni a kétéltűekkel kapcsolatban. 1958-1959 körül stoppal utazott Ausztráliába.
1961-ben kezdett dolgozni az Adelaide-i Egyetemen laboratóriumi technikusként, kezdetben részmunkaidőben tanult és kutatott, 1971-re pedig előléptették a Humán Fiziológiai és Farmakológiai Tanszék laboratóriumvezetőjévé. 1974-ben MSc diplomát szerzett, majd 1975-ben elnyerte a Zoológiai Tanszék docensi állását. 1979-ben főelőadóvá léptették elő, 1984-ben pedig a zoológia docensévé nevezték ki. 2002-ben doktori címet szerzett, és vendégkutató munkatárssá nevezték ki.
A kétéltűekkel kapcsolatos kutatásai Ausztráliában és más területeken egyaránt folyamatosak és kiterjedtek voltak, és olyan különböző szervezetek támogatták, mint a Dél-Ausztráliai Múzeum (1965-ben az első külföldi utazási ösztöndíja), a Mark Mitchell Alapítvány, a Rotary International, az Australian Geographic magazin, a Hamilton Laboratories, az Ausztrál Nemzeti Egyetem, a Mount Isa Mines és a World Wildlife Fund. A leíró, élőhellyel, viselkedéssel  kapcsolatos, azonosítási és taxonómiai munka mellett, amely új fajok azonosítását is magában foglalja, kutatásai olyan új vegyi anyagokat vizsgáltak, amelyek gyógyszerészeti és ipari felhasználásra találtak vagy találhatnak, például folyadékegyensúlyt elősegítő gyógyszerek, fényvédő szerek és ragasztók. A békapopulációkat mint a vízi rendszerek környezeti állapotának mutatóját vizsgálta, a békamutációkat pedig mint a szennyezés jelzőit. Egyike azoknak, akik az óriásvarangy (Rhinella marina, korábban Bufo marinus) kártevői problémáján dolgoztak.
Kiemelkedő szerepet játszott a békák, sőt egész fajok eltűnésének világméretű jelenségével kapcsolatos kutatásokban, nevezetesen Ausztráliában a két gyomorköltő békafaj (Rheobatrachus vitellinus és Rheobatrachus silus) kutatásában, melyeket nem sokkal felfedezésük után kihaltnak nyilvánítottak. Élen járt az ausztrál kontinens fosszilis békáinak kutatásában is.
A békák háziállatként, potenciálisan hasznos anyagok forrásaként és a környezetminőség mutatójaként való népszerűsítése érdekében nagy nyilvánosságot kapott, azzal érvelve, hogy az ember számára hasznos fajokat szükségszerűen védeni kell. Számos, a természet világáról szóló dokumentumfilm készítésében vett részt, ilyen volt többek között a Nature of Australia (1988), az ABC Natural History Unit a BBC-vel és a WNET-tel közösen, melyet a Nature sorozat keretében sugároztak, valamint David Attenborough Life on Earth című sorozatában (1979).
Hosszú időn át volt tagja a Dél-Ausztráliai Múzeum igazgatótanácsának, amelynek 1982-1992 között elnöke is volt. A Dél-Ausztráliai Királyi Állattani Társaság elnöke, 1985-1986 között pedig a Dél-Ausztráliai Királyi Társaság elnöke volt.

## Elismerései
- Royal Society of South Australia – Verco-díj, 1980
- Field Naturalists Club of Victoria – Ausztrál természettudományi medál, 1980[10]
- Megválasztott tag, Australian Institute of Biology, 1988
- Adelaide belvárosa – az év polgára, 1993
- Ausztrália Rendje 1995 a zoológia szolgálatáért, különösen az ausztrál kétéltűek kutatásáért és védelméért
- Michael Daley Eureka-díj a tudományos kommunikációért, 1997
- Megválasztott tag, American Association for the Advancement of Science, 1998
- Riversleigh Society – Riversleigh-medál, 1998 az ausztrál paleontológiához való hozzájárulásért
- Ignobel-díj, 2005 a békák szagának kutatásáért[11]

## A tiszteletére elnevezett taxonok
- Litoria michaeltyleri
- Litoria tyleri
- Uperoleia tyleri

## Az általa leírt taxonok
- Arenophryne
- Arenophryne rotunda
- Assa
- Barygenys maculata
- Cophixalus concinnus
- Copiula fistulans
- Copiula minor
- Crinia bilingua
- Crinia remota
- Cyclorana cryptotis
- Cyclorana longipes
- Cyclorana maculosa
- Cyclorana maini
- Cyclorana vagitus
- Cyclorana verrucosa
- Limnodynastes depressus
- Limnodynastes lignarius
- Liophryne dentata
- Litoria auae
- Litoria brevipalmata
- Litoria bulmeri
- Litoria capitula
- Litoria cavernicola
- Litoria contrastens
- Litoria coplandi
- Litoria dorsivena
- Litoria exophthalmia
- Litoria iris
- Litoria kumae
- Litoria leucova
- Litoria longirostris
- Litoria louisiadensis
- Litoria meiriana
- Litoria micromembrana
- Litoria modica
- Litoria multiplica
- Litoria napaea
- Litoria personata
- Litoria piperata
- Litoria quadrilineata
- Litoria spinifera
- Litoria splendida
- Litoria subglandulosa
- Litoria timida
- Litoria umbonata
- Litoria wisselensis
- Neobatrachus aquilonius
- Nyctimystes cheesmanae
- Nyctimystes disruptus
- Nyctimystes foricula
- Nyctimystes zweifeli
- Rana jimiensis
- Rheobatrachus vitellinus
- Uperoleia arenicola
- Uperoleia aspera
- Uperoleia borealis
- Uperoleia crassa
- Uperoleia daviesae
- Uperoleia inundata
- Uperoleia lithomoda
- Uperoleia micromeles
- Uperoleia minima
- Uperoleia talpa
- Uperoleia trachyderma
- Xenobatrachus subcroceus

## Bibliográfia
Mike Tyler főként a kétéltűekről szóló számos könyv és több mint 300 tudományos cikk szerzője vagy társszerzője volt:
- Michael J. Tyler An account of collections of frogs from Central New Guinea Australian Museum, Sydney (1963)
- Michael J. Tyler The frogs of South Australia South Australian Museum, Adelaide (1966)
- Michael J. Tyler Papuan hylid frogs of the genus Hyla E.J. Brill, Leiden (1968)
- Michael J. Tyler The cane toad Bufo marinus : an historical account and modern assessment Vermin and Noxious Weeds Destruction Board, Victoria and Agriculture Protection Board, Western Australia (1975).
- Michael J. Tyler Frogs Collins' Australian naturalist library (1976)
- Michael J. Tyler Amphibians of South Australia (section, Handbook of the flora and fauna of South Australia) Government Printers, Adelaide (1978)
- Michael J. Tyler There's a frog in my throat/stomach Collins, Sydney (1984)
- Michael Tyler A natural history museum : behind the scenes Bookshelf, Gosford, N.S.W. (1992)
- Michael J. Tyler Australian frogs : a natural history Reed, Chatswood, NSW (1994)
- Michael J. Tyler The action plan for Australian frogs Australian Nature Conservation Agency,  Canberra (1995)
- Michael J. Tyler Frogs as pets : a guide to keeping the Australian Green Tree Frog (Litoria caerulea) Graphic Print Group, Richmond, S.Aust (1996)
- Michael J. Tyler It's true : frogs are cannibals Allen & Unwin, Crows Nest, N.S.W. (2004)

Közös szerzőség
- Michael J. Tyler (compiler) An annotated bibliography of the frogs of Papua New Guinea : (up to and including 1971) South Australian Museum, Adelaide (1973)
- Linda Trueb and Michael J. Tyler Systematics and evolution of the Greater Antillean hylid frogs Museum of Natural History, University of Kansas, Lawrence (1974)
- Michael J. Tyler and Marion Anstis Taxonomy and biology of frogs of the Litoria citropa complex (Anura: Hylidae) Govt. Printer, Adelaide (1975)
- C.R. Twidale, M.J. Tyler and B.P. Webb (eds.) Natural history of the Adelaide region Royal Society of South Australia,  Northfield, S. Aust. (1976)
- Michael J. Tyler and Angus A. Martin Taxonomic studies of some Australian leptodactylid frogs of the genus Cyclorana Steindachner South Australian Museum, Adelaide (1977)
- M.J. Tyler, C.R. Twidale and J.K. Ling (eds.) Natural history of Kangaroo Island Royal Society of South Australia, Adelaide (1979)
- Michael J. Tyler (ed.) The status of endangered Australasian wildlife Royal Zoological Society of South Australia, Adelaide (1979)
- Michael J. Tyler, Margaret Davies and Angus A. Martin Australian frogs of the Leptodactylid genus Uperoleia Gray CSIRO, Melbourne (1981)
- Michael J. Tyler, Margaret Davies and A.A. Martin Frog fauna of the Northern Territory : new distributional records and the description of a new species Royal Society of South Australia, Adelaide (1981)
- M.J. Tyler, C.R. Twidale, J.K. Ling and J.W. Holmes Natural history of the South East Royal Society of South Australia, Adelaide (1983)
- Michael J. Tyler (ed.) The gastric brooding frog Croom Helm, London & Canberra (1983).
- C.R. Twidale, M.J. Tyler and M. Davies (eds.) Natural history of Eyre Peninsula Royal Society of South Australia, Adelaide (1985)
- Michael J. Tyler and Margaret Davies Frogs of the Northern Territory Conservation Commission of the Northern Territory, Darwin (1986).
- C.R. Twidale, M.J. Tyler, and M. Davies (eds.) Ideas and endeavours : the natural sciences in South Australia Royal Society of South Australia, Adelaide (1986)
- Michael J. Tyler ; designed by Lynn Twelftree An introduction to frogs Bookshelf Publishing Australia, Gosford, N.S.W. (1987)
- M.J. Tyler & G.A. Crook Frogs of the Magela Creek system Australian Government Publishing Service, Canberra (1987)
- Michael J. Tyler The biology and systematics of frogs : contributions submitted to The University of Adelaide 1958–2002 (Thesis 2002)
- M.J. Tyler (ed.) et al, Natural history of the north east deserts Royal Society of South Australia, Adelaide, S. Aust. (1990)
- Ronald Strahan, series editor Encyclopedia of Australian animals : the National Photographic Index of Australian Wildlife / Michael J. Tyler Frogs  The Australian Museum (1992)
- Michael J. Tyler; photographs by Kathie Atkinson Earthworms Bookshelf Publishing Australia, Gosford, N.S.W., (1992)
- M.J. Tyler, L.A. Smith, R.E. Johnstone Frogs of Western Australia Western Australian Museum, Perth, W.A. (1994)
- M. Davies, C.R. Twidale and M.J. Tyler (eds.) Natural history of the Flinders Ranges Royal Society of South Australia, Adelaide, S. Aust. (1996)
- M.J. Tyler, R. Short Identification of diseases contributing to the decline of frog populations in South Australia : final report to the Wildlife Conservation Fund pub. by the authors, Adelaide (1996)
- Michael J. Tyler and Frank Knight Field guide to the frogs of Australia CSIRO Publishing, Collingwood, Vic (2009)
- Michael J. Tyler & Paul Doughty Field guide to frogs of Western Australia (2009)
- Michael J. Tyler, Steve G. Wilson and Angus Emmott Frogs of the Lake Eyre Basin : a field guide Desert Channels Queensland, Longreach, Qld. (2011)

## Fordítás
- Ez a szócikk részben vagy egészben  a   Michael J. Tyler című angol Wikipédia-szócikk ezen változatának fordításán alapul.  Az eredeti cikk szerkesztőit annak laptörténete sorolja fel. Ez a jelzés csupán a megfogalmazás eredetét és a szerzői jogokat jelzi, nem szolgál a cikkben szereplő információk forrásmegjelöléseként.